# فاو-جی‌ام
فاو-جی‌ام (انگلیسی: FAW-GM) شرکت خودروسازی چینی است، که در سال ۲۰۰۹ تأسیس شد.